# امیلی سانت
امیلی آن سانت (انگلیسی: Emily Ann Sonnett؛ زادهٔ ۲۵ نوامبر ۱۹۹۳) بازیکن فوتبال در پست مدافع-هافبک اهل ایالات متحده آمریکا است.

## باشگاهی
از باشگاه‌هایی که در آن بازی کرده‌است می‌توان به شیکاگو رد استارز، واشینگتن اسپیریت، اورلندو پراید و پورتلند تورنز اشاره کرد.

## تیم ملی
وی همچنین در تیم‌های ملی فوتبال United States women's national under-18 soccer team, United States women's national under-23 soccer team، و زنان ایالات متحده آمریکا بازی کرده‌است.

## جوایز
وی برنده مدال طلا جام جهانی فوتبال زنان ۲۰۱۹ شده‌است.